# Shen Yun-ting
Shen Yun-ting (chinesisch 沈筠庭; * 11. Oktober 2001) ist eine taiwanische Beachhandball-Spielerin. Sie ist Mitglied der Nationalmannschaft Taiwans.
Shen Yun-ting nahm mit der Juniorinnen-Auswahl Taiwans an den erstmals ausgetragenen Beachhandball-Juniorenweltmeisterschaften 2017 in Flic-en-Flac auf Mauritius teil. Da Togo und Brasilien in ihrer Vorgruppe nicht antraten, wurde Taiwan trotz der klaren Niederlage gegen die Niederlande Gruppenzweite und zog in die Hauptrunde ein. Dort unterlag die Mannschaft Argentinien und Ungarn, womit Taiwan in den drei ersten Spielen des Turniers den drei späteren Medaillengewinnern unterlegen war. Das letzte Vorrundenspiel gegen Kroatien wurde gewonnen. Damit zogen die Taiwanerinnen überraschend statt der Kroatinnen in das Viertelfinale ein. Dort schieden sie gegen Portugal im Shootout aus. Nach einer Niederlage gegen die Spanierinnen kam es im letzten Platzierungsspiel zu einem Duell mit den Chinesinnen um den siebten Platz und zugleich um die Qualifikation für die Olympischen Jugend-Sommerspiele 2018 in Buenos Aires. Das Spiel wurde in zwei Sätzen verloren und Shen schloss das Turnier mit Taiwan auf dem achten Platz von 14 Mannschaften ab.

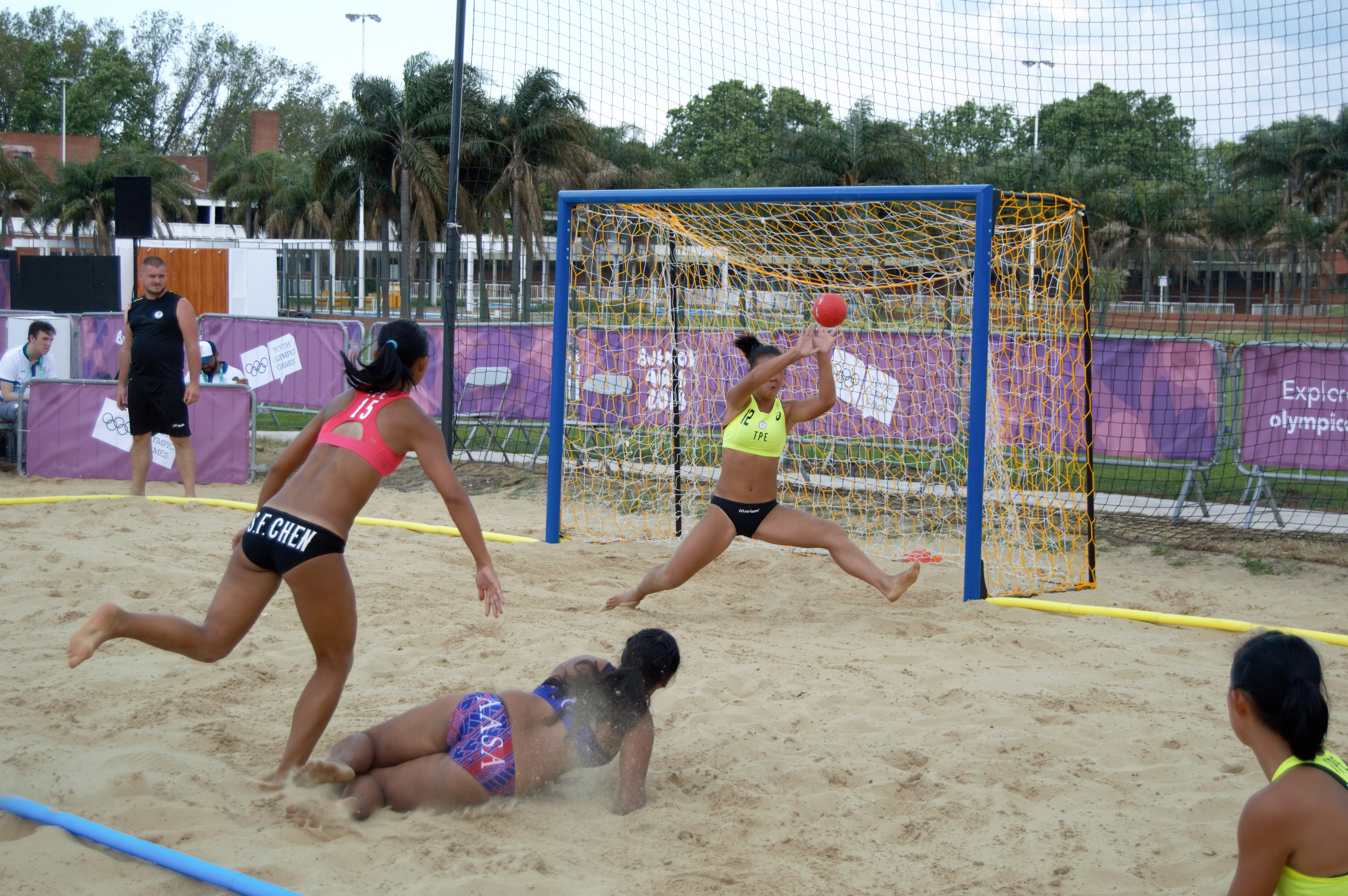
Shen wehrt einen Wurf von Naomi A'asa im Vorrundenspiel gegen Amerikanisch-Samoa bei den Olympischen Jugendspielen 2018 ab; links Chen Shu-fen

Es folgten die Olympischen Jugend-Sommerspiele, da China sich für einen Startplatz im Basketball statt im Beachhandball entschieden hatte und somit Taiwan (Chinesisch-Taipeh) nachrücken konnte. Abgesehen von Lin Hung-gwen hatten alle Mitglieder der Mannschaft schon an den Junioren-Weltmeisterschaften im Vorjahr teilgenommen. Shen war die einzige etatmäßige Torhüterin ihrer Mannschaft, einzig für die Shootouts wurde alternierend auch Chao Yu-chen eingesetzt. Vor ihr spielten in der Regel zentral Chan Yu-chen, rechts flankiert von Chen Shu-fen, links von Lin Pin-chun oder Lin Hun-gwen Shen startete mit Taiwan mit einem Sieg im Shootout über Russland in das Turnier. Es folgte ein weiterer klarer Sieg über die Außenseiterinnen aus Amerikanisch-Samoa, die im zweiten Durchgang nur einen Punkt gegen die starke Abwehr um Shen erzielen konnte. Sie hielt in diesem Spiel 19 von 26 auf ihr Tor abgegebene Würfe und damit mit 73 % einen extrem hohen Wert für den Beachhandballsport. Nach einer klaren Niederlage im dritten Spiel gegen Kroatien folgte ein deutlicher Sieg über den zweiten Außenseiter aus Mauritius. Auch hier hielt Shen elf von 19 gegnerischen Würfen und damit mit 58 % eine überaus hohe Zahl. Das letzte Vorrundenspiel wurde gegen die amtierenden Junioren-Weltmeisterinnen aus Ungarn verloren. Als drittplatzierte Mannschaft konnte Taiwan nicht nur Russland hinter sich lassen, sondern als letzte Mannschaft der Vorrundengruppe in die Hauptrunde einziehen.

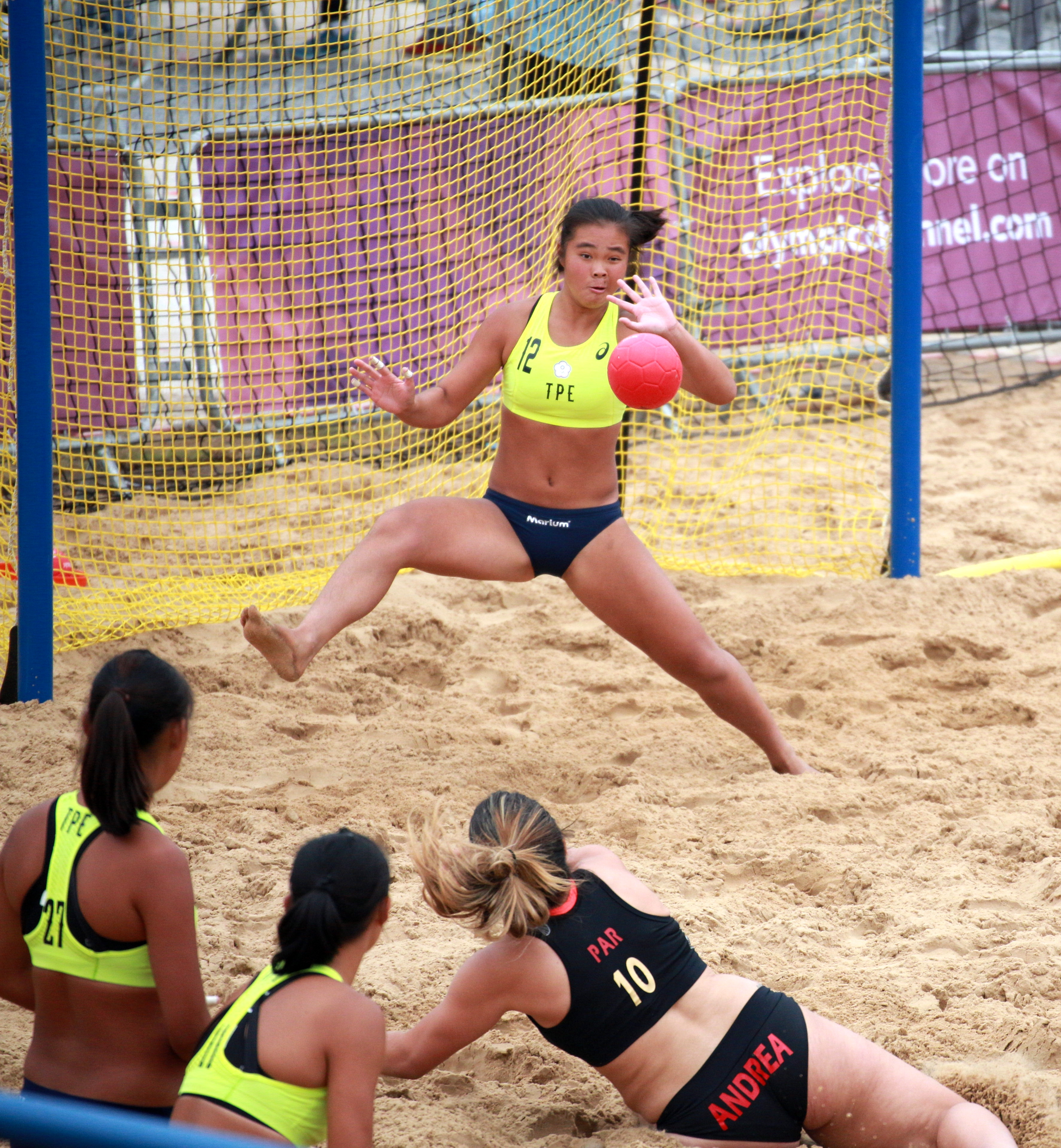
Shen wehrt einen Wurf von Andrea Gaona im Platzierungsspiel gegen Paraguay bei den Olympischen Jugendspielen 2018 ab; die Specialists Ke Xin-ping und Yan Yu-jia beobachten die Szene.

Im ersten Hauptrundenspiel gegen die Niederlande konnten die Taiwanerinnen zwar knapp den ersten Durchgang für sich entscheiden, verloren danach aber deutlich den zweiten Durchgang, anschließend den Shootout und damit auch das Spiel. Das folgende Spiel gegen Paraguay konnte Shen mit ihrer Mannschaft in zwei Durchgängen gewinnen. Gegen die argentinischen Gastgeberinnen konnte Taiwan erneut überraschend den ersten Satz mit einem Punkt Vorsprung gewinnen, verlor dann aber knapp mit einem Punkt weniger sowohl Satz zwei als auch den Shootout. Mit vier Punkten war Taiwan punktgleich mit Paraguay und Kroatien, aufgrund des direkten Vergleichs zog jedoch Kroatien in das Halbfinale ein, während Taiwan gegen Paraguay um den fünften Platz spielte. Dieses Mal unterlag Taiwan in zwei Durchgängen klar den Südamerikanerinnen und belegte am Ende den sechsten Platz von 12 Mannschaften. Shen bestritt alle möglichen Spiele des Turniers und erzielte zehn Punkte, damit mehr als ihre beiden Mitspielerinnen auf dem Feld, Chen Shu-fen und Chan Yu-chen. Neben Dalma Mátéfi war sie damit hinter Gréta Hadfi (18) und Lisanne Bakker (24) erfolgreichste Torhüterin im Turnier.
2018 nahm Shen mit der Frauen-Nationalmannschaft auch am Einladungsturnier ersten Gangdu Cup teil. Sie bildete mit all ihren Mannschaftskameradinnen von den Olympischen Jugendspielen die taiwanesische B-Nationalmannschaft, während die A-Mannschaft weitestgehend von Spielerinnen der amtierenden Meistermannschaft gestellt wurde. Chen gewann am Ende mit ihrer Mannschaft das von das IHF anerkannte Turnier, im Finale schlugen sie erstmals die Vertretung Vietnams. Shen schaffte es im Shootout des Finales als Torhüterin vier Gegentore in Folge zu verhindern und wurde am Ende als beste Spielerin des Turniers ausgezeichnet.
Mit der taiwanesischen U 18, zu der abgesehen von Chao Yu-chen auch alle Mitglieder der taiwanischen Mannschaft bei den Olympischen Jugendspielen gehörten, nahm Shen in Beirut an den Asienmeisterschaften 2019 in der Halle teil und belegte den fünften Rang.

## Einzelbelege
1. ↑  IHF | Look Back: Mauritius 2017 – IHF Women’s Youth Beach Handball World Championship. Abgerufen am 16. Dezember 2022.
2. ↑  2018 Summer Youth Olympics Official Result Book Beach handball
3. ↑  中時新聞網: 港都盃國際沙灘手球邀請賽12月初熱情引爆南臺灣 - 體育. Abgerufen am 8. Dezember 2021 (chinesisch (Taiwan)).
4. ↑  三立新聞網: 女門神沈筠庭神奇4攔 中華沙手PK賽擊敗強敵越南封后 | 運動 | 三立新聞網 SETN.COM. 3. Dezember 2018, abgerufen am 16. Dezember 2022 (chinesisch (Taiwan)).
中華男女隊包辦港都盃國際沙灘手球邀請賽冠軍「高雄新聞網. In: tnews.cc. 4. Dezember 2018, abgerufen am 14. Dezember 2022 (chinesisch).
5. ↑  Asian Handball Federation. Abgerufen am 15. Dezember 2022.

| Personendaten    | Personendaten                                    |
| ---------------- | ------------------------------------------------ |
| NAME             | Shen, Yun-ting                                   |
| ALTERNATIVNAMEN  | Yun-ting, Shen; 沈筠庭 (chinesisch)              |
| KURZBESCHREIBUNG | taiwanische Handball- und Beachhandballspielerin |
| GEBURTSDATUM     | 11. Oktober 2001                                 |